# خسرو حق‌گشا
خسرو حق‌گشا (زادهٔ ۵ ژانویهٔ ۱۹۴۸) یک دوچرخه‌سوار پیشین اهل ایران است. او در بازی‌های المپیک تابستانی ۱۹۷۲ و بازی‌های المپیک تابستانی ۱۹۷۶ به‌رقابت پرداخت.